# Тихоходи
Тихохо́ди (лат. Tardigrada) — тип двобічно-симетричних тварин. Всесвітньо поширені мікроскопічні (0,05—1,4 мм) мешканці вологих біотопів суходолу, прісних та морських водойм. Вони мають малосегментне тіло з нечітко відокремленою головою, яке несе чотири пари непочленованих ніг. Травна система наскрізна. Органів дихання та кровообігу немає. Нервова система артроподного типу. Роздільностатеві. Розвиток прямий, ріст супроводжується линяннями. Вони мають деякі риси, спільні як із поліхетами так і членистоногими. Проте деякі особливості їхньої будови та ембріонального розвитку свідчать про те, що це самостійний, дуже своєрідний тип тваринного світу. Вперше описані німецьким науковцем і теологом Йоганном Геце у 1772 році.

## Будова

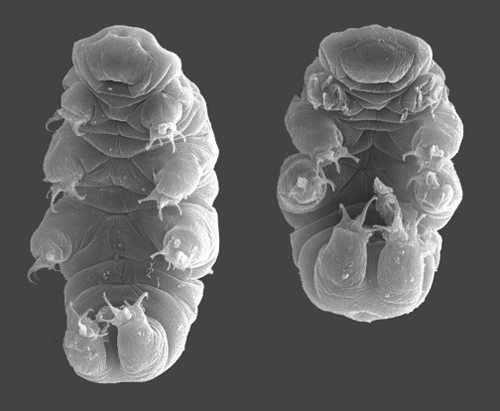
Hypsibius dujardini

Тіло мало сегментоване з нечітко відокремленою головою, у більшості видів довжиною 0,3—0,5 мм, деякі можуть сягати 1,2 мм, двобічно-симетричне, більш-менш циліндричне з 4 парами нерозчленованих кінцівок. Органів дихання і кровообігу немає. Травна система наскрізна. Центральна нервова система (артропоїдного типу) складається з надглоткового і 5 черевних гангліїв. Порожнина тіла — міксоцель, заповнений гемолімфою, в якій є клітини, наповнені запасними поживними речовинами.
Чимало даних щодо морфології тихоходів отримано шляхом комп'ютерної томографії молодої особини виду Hypsibius exemplaris. Центральну частину травної системи займає вкладена петлями середня кишка, з'єднана коротким стравоходом з букально-глотковим апаратом.
Особливістю будови тіла тихоходів є постійний клітинний склад окремих тканин та органів, зокрема покривів, м'язів та середньої кишки, які в певних видів складаються з точно відомої кількості клітин, сталої протягом усього життя тварин.
Тихоходи мають прості очі на голові, проте їхня структура та функції вивчені недостатньо.

## Спосіб життя
Розмноження статеве, відомий також партеногенез. Розвиток прямий, супроводиться линянням. Рослиноїдні або хижі.
Здатні витримувати тривале (протягом кількох років) висихання: висушені тихоходи короткий час можуть витримувати температури від -271 °C до +150 °C. Здатні виживати в безповітряному просторі й переносити опромінення радіацією в тисячу разів більше, ніж людина (570000 рентген). У стані анабіозу можуть перебувати досить довгий час — 120 років.
Дослідження на Міжнародній космічній станції показали, що представники двох видів (Richtersius coronifer та Milnesium tardigradum) вижили під час 10-денного перебування без захисту у відкритому космосі, за що отримали звання найвитриваліших тварин на Землі. На думку астрофізиків, тардигради мають найвищі шанси на виживання у випадку астрофізичної катастрофи.
Тихоходи також широко поширені в найбільш екстремальних умовах на планеті — в Антарктиці. Тут регулярно відкривають нові для науки види цих істот. Зокрема, в районі розташування Української Антарктичної станції «Академік Вернадський» в гніздовому матеріалі домініканських мартинів знайдено два нові види — Bryodelphax olszanowskii sp. nov. та Diphascon puchalskii sp. nov. Отже ці організми добре адаптовані до переносу птахами.

## Різноманіття та еволюція
Відомо близько 1000 видів. Поширені у прісних і морських водоймах, у ґрунті, на суші в скупченнях крапельної вологи тощо. В Україні — 70 видів і підвидів.
Викопні тардигради відомі в бурштині з середини крейдового періоду (туронський ярус, 93,9-89,8 млн років тому) та впродовж кайнозою, хоча за молекулярно-філогенетичними даними група відокремилася значно раніше, принаймні до кінця кембрія, або навіть на початку едіакарія. Станом на 2024 рік описано лише 4 види вимерлих тихоходів: Milnesium swolenskyi (найстаріший, Нью-Джерсі), Paradoryphoribius chronocaribbeus (наймолодший, міоцен, 16 млн років тому, домініканський бурштин), Beorn leggi та Aerobius dactylus (обидва — кампанський ярус крейдового періоду, 83,6-71,1 млн років тому, канадський бурштин)